# The Murder Junkies
The Murder Junkies (с англ. — «Наркоманы-убийцы») — американская хардкор-панк-группа, наиболее известная как аккомпанирующий коллектив Джи-Джи Аллина.

## История
Коллектив был сформирован Мёрлом для его брата Аллина, который был досрочно освобождён из тюрьмы 26 марта 1991 года, с целью устроить концертный тур. В первый состав коллектива входили Дино Секс на ударных, Уильям Вебер на гитаре, и Мёрл с Алинном, которые занимали роли басиста и вокалиста соответственно. Позже Аллина арестовали в Техасе, после чего он был отправлен в Мичиган для отбытия срока в тюрьме. Алинн выйдет на свободу в марте 1993 года.
С марта 1992 по апрель 1993 года коллектив записывал свой дебютный альбом — Brutality and Bloodshed for All, который будет издан только в сентябре, после смерти Аллина. Позже, после записи альбома, коллектив отправится в концертный тур в сопровождении видеографа Эвана Коэна. 28 июня 1993 года коллектив даст концерт в небольшом клубе «Gas Station», после чего Аллин отправится в квартиру к своим друзьям в Нью-Йорке и умрёт от передозировки героином.
После смерти Аллина коллектив продолжал сотрудничать с другими вокалистами. Первым стал Джефф Клейтон из Antiseen, но его участие в коллективе было коротким — в середине 1995 года участники группы закончили двухнедельный тур, после чего Джефф вернулся в Antiseen. Позже Вебер познакомил коллектив с Майком Хадсоном из The Pagans, но его участие также было коротким. Следующим место вокалиста занял Майк Денид, но группа начала испытывать трудности, поскольку Вебер покинул коллектив в конце 1996 года, чтобы вернуться в The Chrome Cranks. Мёрл попытался продолжить деятельность группы, но так и не смог найти подходящего вокалиста, из-за чего распустил коллектив и сконцентрировался на работе официального веб-сайта его младшего брата и продаже товаров, CD-дисков и видео, связанных с его творчеством.
В апреле 2003 года коллектив воссоединился, чтобы устроить концертный тур в честь десятой годовщины смерти Аллина. Место вокалиста занял Джефф Клейтон, также в туре принял участие первый коллектив Аллина — The Jabbers. С того момента The Murder Junkies продолжают свою деятельность по сей день, издав несколько релизов.

## Музыкальный стиль
Как и раньше, песни группы до сих пор основываются на трёх аккордах, а Пи-Пи Дувей в плане вокала пытается повторить гроулинг Джи-Джи, «напоминающий сумасшедшего маппета», но в отличие от вокала Аллина, слова, произнесённые Дувеем понятны и мелодичны. В песнях поётся об дефекации, драках, алкоголизме. Раньше также встречались темы изнасилования, но группа отошла от этой тематики после смерти Аллина.

## Состав коллектива
- Пи-Пи Дувей — вокал
- Дуэйн Роллик — электрогитара
- Мёрл Аллин — бас-гитара
- Дино Секс — ударные

### Бывшие участники
Вокалисты
- Джи-Джи Аллин (1990—1993)
- Джефф Клейтон (1993—1995; 2003)
- Майк Хадсон (1995)
- Майк Денид (1995—???)
- Джошуа Беверли (1998—1999; 2005)

Гитаристы
- Чикен Джон[англ.] (1990—1991)
- Уильям Вебер (1991—1996)
- Ди Ди Рамон (1991)
- Бенджамин Банни (???—2014)

## Дискография
Студийные альбомы
- Brutality and Bloodshed for All (при участии Джи-Джи Аллина) (1993)
- Hated: Soundtrack (при участии Джи-Джи Аллина) (1993)
- Road Killer (2011)
- A Killing Tradition (2013)
- Killing for Christ Sakes (2014)

Мини-альбомы
- Feed My Sleaze (1995)
- The Right to Remain Violent (1996)
- Gut Pit (2014)

Концертные альбомы
- Terror in America — Live in the U.S.A. 1993 (при участии Джи-Джи Аллина) (1993)
- European Invasion 2005 (2006)

Документальные фильмы
- Hated: GG Allin and the Murder Junkies (1994)